# Allan Haverholm
Allan Haverholm (født 1976) er en dansk tegneserieskaber og -forsker. Han debuterede i 2006 med den grafiske roman Sortmund (på forlaget Brun Blomst). Omkring samme tid bidrog han også flittigt til antologier som Free Comics (Forlaget Forlæns), "From Wonderland with Love" (Aben Maler/Fantagraphics), samt Son of a Horse (forlaget Hest & Søn), der udelukkende indeholder pantomimetegneserier.
I 2007 flyttede Haverholm til Sverige, hvor hans arbejde, særligt med tegneseriekollektivet C'est Bon Kultur, blev stadig mere eksperimentelt og grænsesøgende. Trods udflytningen var Haverholm i 2009 med til at stifte Dansk Tegneserieråd, og var bestyrelsesmedlem i foreningens første år. 2008-16 underviste han desuden et fast tegneserieforløb på Holbæk Kunsthøjskole.

## "Uncomics"
2015 udgav Haverholm det abstrakte tegneseriealbum When the Last Story is Told (C'est Bon Kultur). Fascinationen af moderne kunst i tegneseriesammenhæng førte til en mastergrad fra Lunds Universitet 2018, og en masteropgave hvori Haverholm præsenterede begrebet "uncomics" for at beskrive tegneserier med fællestræk fra moderne kunst.
I 2022 startede Haverholm den engelsksprogede hjemmeside uncomics.org, som dels videreudvikler hans "uncomics"-koncept i artikler, dels er platform for en podcast af samme navn, hvori Haverholm interviewer ligeledes eksperimenterende tegneserieskabere fra USA, Storbritannien, mm.
Samme år redigerede han en "Uncomics-antologi" for forlaget C'est Bon Kultur, bestående af 180 siders kunstorienterede tegneserier, samt en længere tekstintroduktion til feltet, også skrevet af Haverholm.